# Świadectwo depozytowe
Świadectwo depozytowe - imienny dokument wystawiony przez podmiot uprawniony do prowadzenia rachunku papierów wartościowych (np. dom maklerski, bank, Krajowy Depozyt Papierów Wartościowych) na żądanie posiadacza tego rachunku, zawierający informacje o właścicielu rachunku, liczbie posiadanych przez niego walorów oraz celu wystawienia świadectwa. Jest wystawiane oddzielnie dla każdego rodzaju papierów wartościowych. Na żądanie posiadacza rachunku w treści wystawianego świadectwa może zostać wskazana część lub wszystkie papiery wartościowe zapisane na tym rachunku.
Świadectwo depozytowe potwierdza prawa właściciela wynikające z posiadania papierów wartościowych, występujących w formie zdematerializowanej, z wyjątkiem prawa do uczestnictwa w walnym zgromadzeniu spółki. Akcje wyróżnione na świadectwie depozytowym są blokowane na rachunku posiadacza i nie mogą być przedmiotem obrotu od momentu wydania świadectwa do momentu utraty jego ważności lub zwrotu świadectwa wydawcy.